# ナニコレ。 〜なつかしい にんきの これくしょん〜
『ナニコレ。 〜なつかしい にんきの これくしょん〜』は、ランティスの設立10周年を記念して2009年3月25日に『萌』が、また同年8月26日に『笑』がそれぞれ発売されたコンピレーション・アルバムである。

## ナニコレ。萌
主に特定のアニメ作品において結成された女性声優ユニットの楽曲を収録している。

### 収録曲
1. 天使のしっぽ
歌：P.E.T.S.[メンバー 1]
作詞：六月十三 / 作曲：宮島律子 / 編曲：須藤賢一
  - テレビアニメ『おとぎストーリー 天使のしっぽ』オープニングテーマ
2. 魔法少女マジカルたん!
歌：虹原いんく（田村ゆかり）、黒威すみ（戸松遥）、白鳥ありす（名塚佳織）
作詞：畑亜貴 / 作曲：田代智一 / 編曲：安藤高弘
  - テレビアニメ『もえたん』オープニングテーマ
3. 宇宙で恋は☆るるんルーン
歌：ルーンエンジェル隊[メンバー 2]
作詞：畑亜貴 / 作曲：大田雅友 / 編曲：安藤高弘
  - テレビアニメ『ギャラクシーエンジェる〜ん』オープニングテーマ
4. エンジェル★うっきー
歌：エンジェル隊[メンバー 3]
作詞：田辺智沙 / 作曲・編曲：HULK
  - テレビアニメ『ギャラクシーエンジェル』第3期後期オープニングテーマ
5. はぁ〜い! はぁ〜い! はぁ〜い!
歌：ぴたぴたエンジェル♪A[メンバー 4]
作詞：田辺智沙 / 作曲：ゆうまお / 編曲：飯塚昌明
  - ラジオ『ぴたぴたエンジェル♪A』後期オープニングテーマ
6. ぽぽらじのうた
歌：あい（大原さやか）、まい（浅野真澄）、みい（桃井はるこ）
作詞・作曲：桃井はるこ / 編曲：小池雅也
  - ラジオ『ぽぽらじ』オープニングテーマ
7. カメラ=万年筆
歌：ミイ（松来未祐）、マイ（浅井清己）、アイ（小林沙苗）
作詞・作曲：桃井はるこ / 編曲：小池雅也
  - OVA『HAND MAID マイ』オープニングテーマ
8. れっつ!おひめさまだっこ
歌：九重りん（喜多村英梨）、鏡黒（真堂圭）、宇佐美々（門脇舞以）
作詞：畑亜貴 / 作曲：前澤寛之 / 編曲：nishi-ken
  - テレビアニメ『こどものじかん』オープニングテーマ
9. 秘密ドールズ
歌：中原麻衣、清水愛
作詞：畑亜貴 / 作曲・編曲：大久保薫
  - テレビアニメ『ストロベリー・パニック』前期エンディングテーマ
10. ミツドモエモーション
歌：ももこ（鹿野優以）、いろは（宮崎羽衣）、早苗（平野綾）
作詞：み〜こ / 作曲・編曲：柏森進
  - テレビアニメ『すもももももも 地上最強のヨメ』キャラクターソング
11. 百発百中とらぶるん♪
歌：姫子とナーナ[メンバー 5]
作詞：畑亜貴 / 作曲：田村信二 / 編曲：鈴木マサキ
  - テレビアニメ『姫様ご用心』オープニングテーマ
12. 乙女はDO MY BESTでしょ? 2007ver.
歌：アリカ（菊地美香）、ニナ（小清水亜美）、マシロ（ゆかな）、舞衣（中原麻衣）、ナツキ（千葉紗子）、ミコト（清水愛）
作詞：畑亜貴 / 作曲：羽場仁志 / 編曲：大久保薫
  - OVA『舞-乙HiME Zwei』第4巻主題歌
13. 恋速ジェット
歌：美鳥いちる（小清水亜美）、山田綾乃（佐藤利奈）、後刀美弥（植田佳奈）、巴沙代（高橋美佳子）、藤宮桃香（名塚佳織）
作詞：rino / 作曲：大川茂伸 / 編曲：大久保薫
  - Webアニメ『ケータイ少女』オープニングテーマ
14. 恋泥棒ごっこ
歌：桜月キラ（伊月ゆい）、桜月ユラ（綱掛裕美）、一条薫子（堀江由衣）、一条菫子（小清水亜美）、白鐘沙羅（水橋かおり）、白鐘双樹（門脇舞）、雛菊るる（長谷川静香）、雛菊らら（落合祐里香）、千草初（吉住梢）、千草恋（桑谷夏子）、桃衣愛（たかはし智秋）、桃井舞（三五美奈子）
作詞：畑亜貴 / 作曲・編曲：橋本由香利
  - PS2ゲーム『フタコイ オルタナティブ 恋と少女とマシンガン』オープニングテーマ
15. Harmonies*
歌：時乃（野中藍）＆律子（小清水亜美）
作詞：こだまさおり / 作曲：菊谷知樹 / 編曲：宅見将典
  - テレビアニメ『くじびき♥アンバランス』エンディングテーマ

## ナニコレ。笑
「楽しさ」や「笑顔」など、“笑”がキーワードの楽曲を収録している。

### 収録曲
1. 空耳ケーキ
歌：Oranges & Lemons
作詞：畑亜貴 / 作曲・編曲：伊藤真澄
  - テレビアニメ『あずまんが大王』オープニングテーマ
2. つくりましょう!
歌：美浜ちよ（金田朋子）（ゲスト：春日歩（松岡由貴）、滝野智（樋口智恵子）、水原暦（田中理恵）
作詞：錦織博、伊藤真澄 / 作曲・編曲：伊藤真澄
  - テレビアニメ『あずまんが大王』キャラクターソング
3. しちゃいましょう
歌：のみこ
作詞：井出安軌 / 作曲：Hiroki / 編曲：quad
テレビアニメ『錬金3級 まじかる?ぽか〜ん』エンディングテーマ
4. 最強○×計画
歌：MOSAIC.WAV
作詞：金杉はじめ、柏森進 / 作曲・編曲：柏森進
  - テレビアニメ『すもももももも 地上最強のヨメ』前期オープニングテーマ
5. ぽぽたん畑でつかまえて
歌：UNDER17
作詞・作曲：桃井はるこ / 編曲：小池雅也
  - テレビアニメ『ぽぽたん』オープニングテーマ
6. 熱唱!! らぶげナイトフィーバー
歌：ラブフェロモン[メンバー 6]&外道乙女隊[メンバー 7] featuring 桃井はるこ&影山ヒロノブ
作詞・作曲：桃井はるこ / 編曲：大久保薫
  - テレビアニメ『あかほり外道アワーらぶげ』オープニングテーマ
7. アキバで抱きしめて 〜HOLD ON ME＠AKIHABARA〜
歌：大野まりな
作詞：桑島由一 / 作曲：吉田文、畠義人 / 編曲：BLASTERHEAD
  - ゲーム『私立アキハバラ学園』オープニングテーマ
8. 知ラナイナイ空
歌：さねよしいさ子
作詞：さねよしいさ子 / 作曲・編曲：伊藤真澄
  - テレビアニメ『ぺとぺとさん』オープニングテーマ
9. マイペース大王
歌：manzo
作詞・作曲・編曲：manzo
  - テレビアニメ『げんしけん』オープニングテーマ
10. Fourteen-Sick
歌：milktub
作詞・作曲：milktub / 編曲：ms-jacky
11. プアゾン
歌：プアゾン
作詞：橋本みゆき / 作曲・編曲：前澤寛之
12. おとこのこパズル
歌：校長先生（チョー）
作詞：秋乃零斗 / 作曲：田代智一 / 編曲：中西亮輔
  - インターネットラジオ『ひだまりラジオ×365』第1回オープニングテーマ
13. Wake Up Angel 〜ねがいましては∞（無限）なり〜
歌：Funta
作詞・作曲：UCO、吉見 / 編曲：Funta、深澤秀行
  - テレビアニメ『ぴたテン』オープニングテーマ
14. 流れ星☆
歌：CooRie
作詞：rino / 作曲・編曲：長田直之
  - テレビアニメ『成恵の世界』オープニングテーマ

### ユニットメンバー
1. ↑  田中理恵、野川さくら、仁後真耶子、氷上恭子、ゆかな、川澄綾子、千葉紗子、小林晃子、大沢千秋、平野綾、長谷川静香、清水芽衣
2. ↑  稲村優奈、花村怜美、平野綾、明坂聡美、中山恵里奈
3. ↑  新谷良子、田村ゆかり、沢城みゆき、山口眞弓、かないみか
4. ↑  田村ゆかり、新谷良子
5. ↑  新谷良子、宮崎羽衣
6. ↑  良澄愛美（清水愛）、佐嶋薫子（笹島かほる）
7. ↑  榎本温子、門脇舞、音宮つばさ、近藤佳奈子、廣田詩夢